# ツバルの島の一覧
ツバルの島の一覧を示す。

## 一覧
- ナヌマンガ島
- ニウラキタ島
- ニウタオ島

### フナフティ環礁
（少なくとも30の島）
- アマトゥク島
- アバラウ島
- ファラオイゴ島
- ファレ・ファトゥ島（ファレファトゥ島）
- ファタト島
- フォンガファレ島（英語版）
- フアファトゥ島
- フアゲア島
- フアレフェケ島（フアリフェケ島）
- フアロパ島
- フナファラ島（英語版）
- フナマヌ島（英語版）
- ルアモトゥ島
- マテイカ島
- モトゥギエ島
- モトゥロア島（英語版）
- ムリテファラ島
- ヌクサバレバレ島
- パパ・エリゼ島（フナンゴンゴ島）
- プカサビリビリ島（英語版）
- テ・アフアフォウ島（英語版）
- テ・アフアリク島（英語版）
- テファラ島（英語版）
- テレレ島
- テンガス島
- テプカ島（英語版）
- テプカ・ビリ・ビリ島（英語版）
- ツタンガ島
- バサフア島（英語版）

その他5島

### ナヌメア環礁
（少なくとも6つの島）
- ナヌメア本島
- ラケナ（英語版）（レーキーナ）
- レフォガキ （英語版）
- テアトゥアアタエポア（英語版）
- テモトゥフォリキ（英語版）

その他1島

### ヌイ環礁
（少なくとも21の島）
- フェヌア・タプ島（英語版）（Fenua Tapu）
- メアン島（英語版）（Meang）
- モトゥプアカカ島（Motupuakaka）
- パカントウ島（Pakantou）
- ピリアイエヴェ島（Piliaieve）
- ポンガレイ島（Pongalei）
- タラロラエ島（Talalolae）
- トキニヴァエ島（Tokinivae）
- ウニマイ島（Unimai）

その他12島

### ヌクフェタウ環礁
（少なくとも33の島）
- ファイアヴァ・ラシ島（Faiava Lasi）
- ファレ島（英語版）（Fale）
- フナオタ島（Funaota）
- コンゴ・ロト・ラファンガ島（Kongo Loto Lafanga）
- ラファンガ島（英語版）（Lafanga）
- マタヌクラエラエ島（Matanukulaelae）
- モトゥフェタウ島（Motufetau）
- モトゥラロ島（Motulalo）
- モトゥロア島 (ヌクフェタウ環礁の北部)（Motuloa）
- モトゥロア島 (ヌクフェタウ環礁の南部)（Motuloa）
- モトゥムア島（英語版）（Motumua）
- ニウアルカ島（Niualuka）
- ニウアトゥイ島（Niuatui）
- オウア島（Oua）
- サカルア島（英語版）（Sakalua）
- サヴァヴェ島（英語版）（Savave）
- テアファトゥレ島（Teafatule）
- テアフアニウア島（Teafuaniua）
- テアフアノヌ島（Teafuanonu）
- テアフオネ島（英語版）（Teafuone）
- テモトゥロト島（Temotuloto）

その他12島

### ヌクラエラエ環礁
（少なくとも19の島）
- アウラ (ヌクラエラエ環礁)（Aula）
- アジア (ヌクラエラエ環礁)（ドイツ語版）（Asia）
- ファンガウア（ドイツ語版）（Fangaua）
- フェンウアラゴ（Fenualago）
- フェチュアタシ（Fetuatasi）
- カリレア（Kalilaia）
- カビューチュ（Kavatu）
- モトゥカチューリ（Motukatuli）
- モトゥカチューリ・フォリキ（Motukatuli Foliki）
- モチュアラマ（Motualama）
- モタラ（Motutala）
- マリテアチュア（Muliteatua）
- ニウオコ島（Niuoko）
- タプアエラニ（Tapuaelani）
- ティーファチュール（Teafatule）
- ティーフアファトゥ（Teafuafatu）
- テモチューロト（Temotuloto）
- テモトゥタファ（Temotutafa）
- Tumiloto

### ヴァイツプ環礁
（少なくとも7つの島）
- ヴァイツプ島
- Luasamotu
- モサーナ
- Motutanifa
- テモツ (ツバル)（英語版）
- テモツオレパ
- トフィア（英語版）